# Un monde en feu (série télévisée)
 (octobre 2019).
Si vous disposez d'ouvrages ou d'articles de référence ou si vous connaissez des sites web de qualité traitant du thème abordé ici, merci de compléter l'article en donnant les références utiles à sa vérifiabilité et en les liant à la section « Notes et références ».
Un monde en feu (World on Fire) est une série télévisée dramatique britannique en treize épisodes de 57 minutes créée par Peter Bowker et diffusée entre le 29 septembre 2019 et le 20 août 2023 sur BBC One, et aux États-Unis à partir du 5 avril 2020 dans Masterpiece sur le réseau PBS.
Au Québec, la série a été mise en ligne le 10 septembre 2020 sur le service ICI TOU.TV, puis à la télé à partir du 27 février 2021 sur ICI Radio-Canada Télé. En France, la série est mise à disposition sur la plateforme M6+. Elle reste inédite dans les autres pays francophones.

## Synopsis
La mini-série suit la vie cachée des gens ordinaires de Grande-Bretagne, de Pologne, de France, d’Allemagne et des États-Unis pendant la Seconde Guerre mondiale.

## Distribution

### Acteurs principaux
- Julia Brown (en) (VF : Alexia Papineschi) : Lois Bennett
- Yrsa Daley-Ward : Connie Knight
- Blake Harrison (en) : Stan Raddings
- Jonah Hauer-King (VF : Clément Moreau) : Harry Chase
- Patrick Kennedy : Campbell
- Ewan Mitchell (VF : Hugo Brunswick) : Tom Bennett
- Parker Sawyers (VF : Eilias Changuel) : Albert Fallou
- Brian J. Smith (VF : Sylvain Agaësse) : Webster O'Connor
- Zofia Wichłacz (VF : Sara Chambin) : Kasia Tomaszeski
- Tomasz Kot (VF : Vincent Ropion) : Stefan Tomaszeski
- Agata Kulesza : Maria Tomaszeski
- Victoria Mayer (de) (VF : Marie Chevalot) : Claudia Rossler
- Max Riemelt : Schmidt
- Mateusz Więcławek (pl) : Grzegorz Tomaszeski
- Johannes Zeiler (VF : Bernard Bollet) : Ewe Rossler
- Sean Bean (VF : François-Eric Gendron) : Douglas Bennett
- Lesley Manville (VF : Évelyne Grandjean) : Robina Chase
- Helen Hunt (VF : Josiane Pinson) : Nancy Campbell
- Arthur Darvill (VF : Adrien Antoine) : Vernon

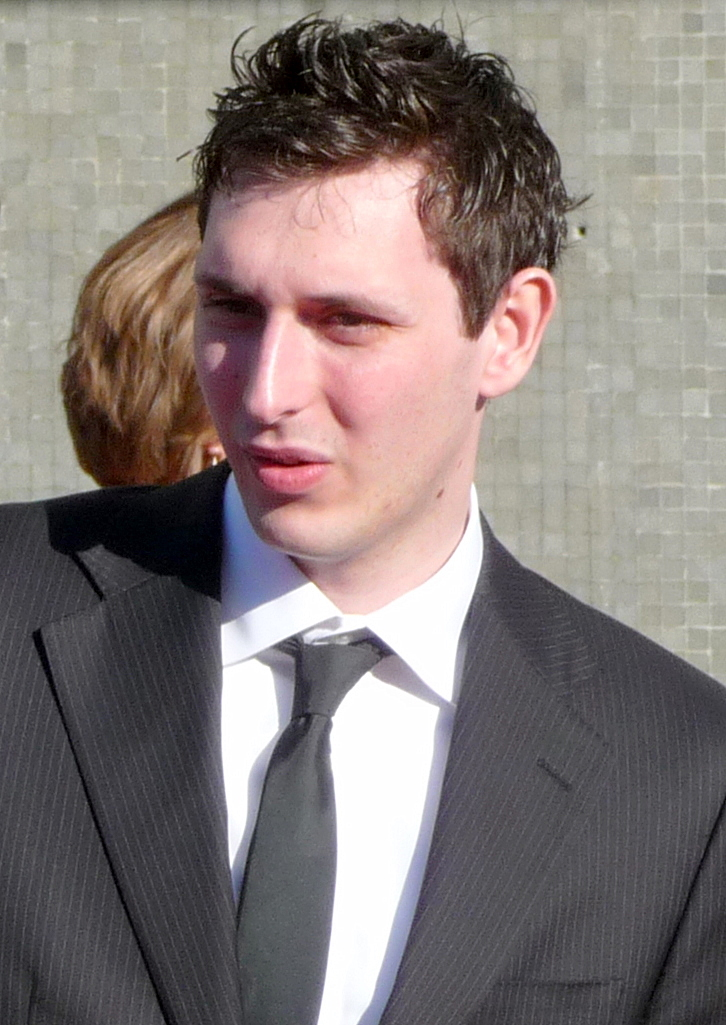
Blake Harrison interprète Stan Raddings
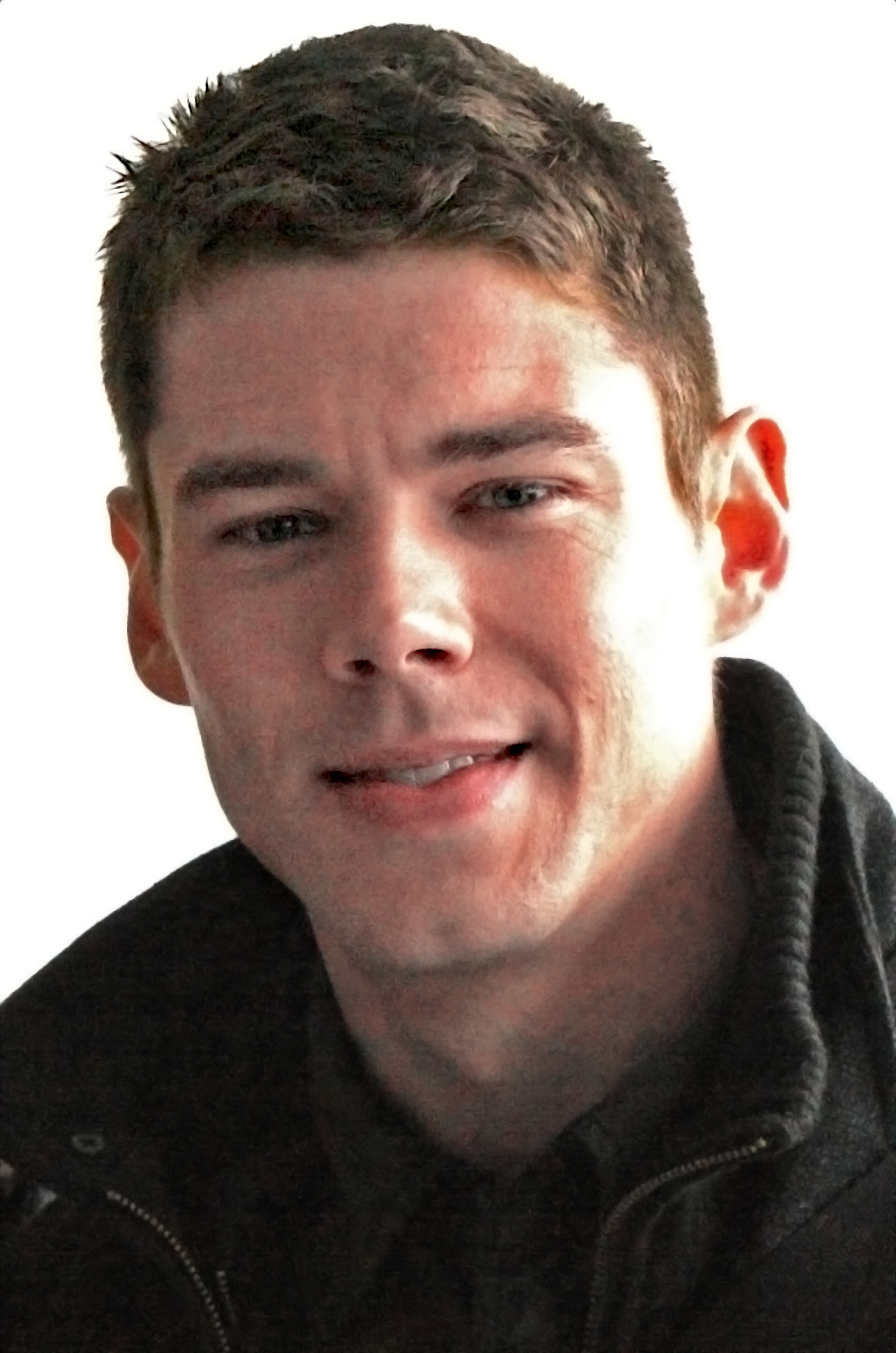
Brian J. Smith interprète Webster O'Connor
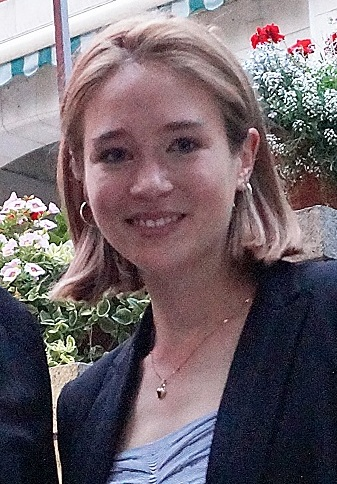
Zofia Wichłacz interprète Kasia Tomaszeski
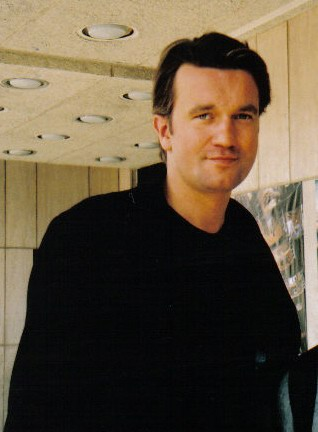
Tomasz Kot interprète Stefan Tomaszeski
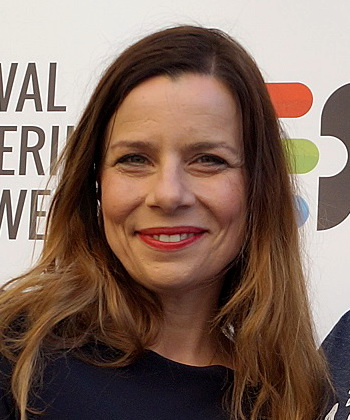
Agata Kulesza interprète Maria Tomaszeski
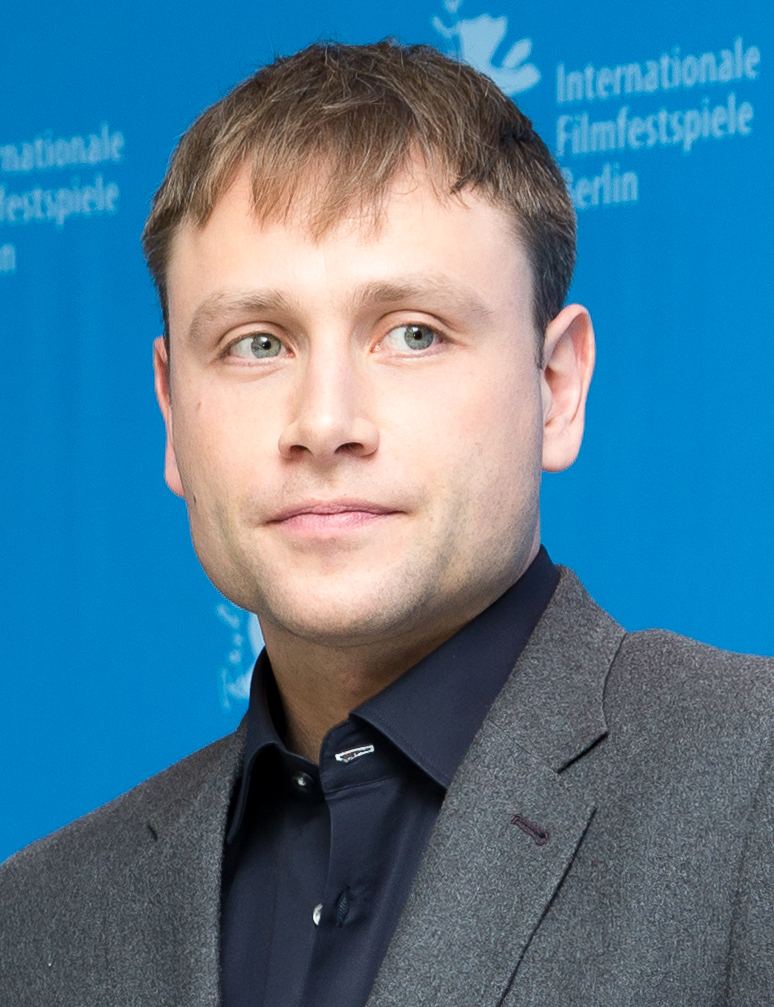
Max Riemelt interprète Schmidt
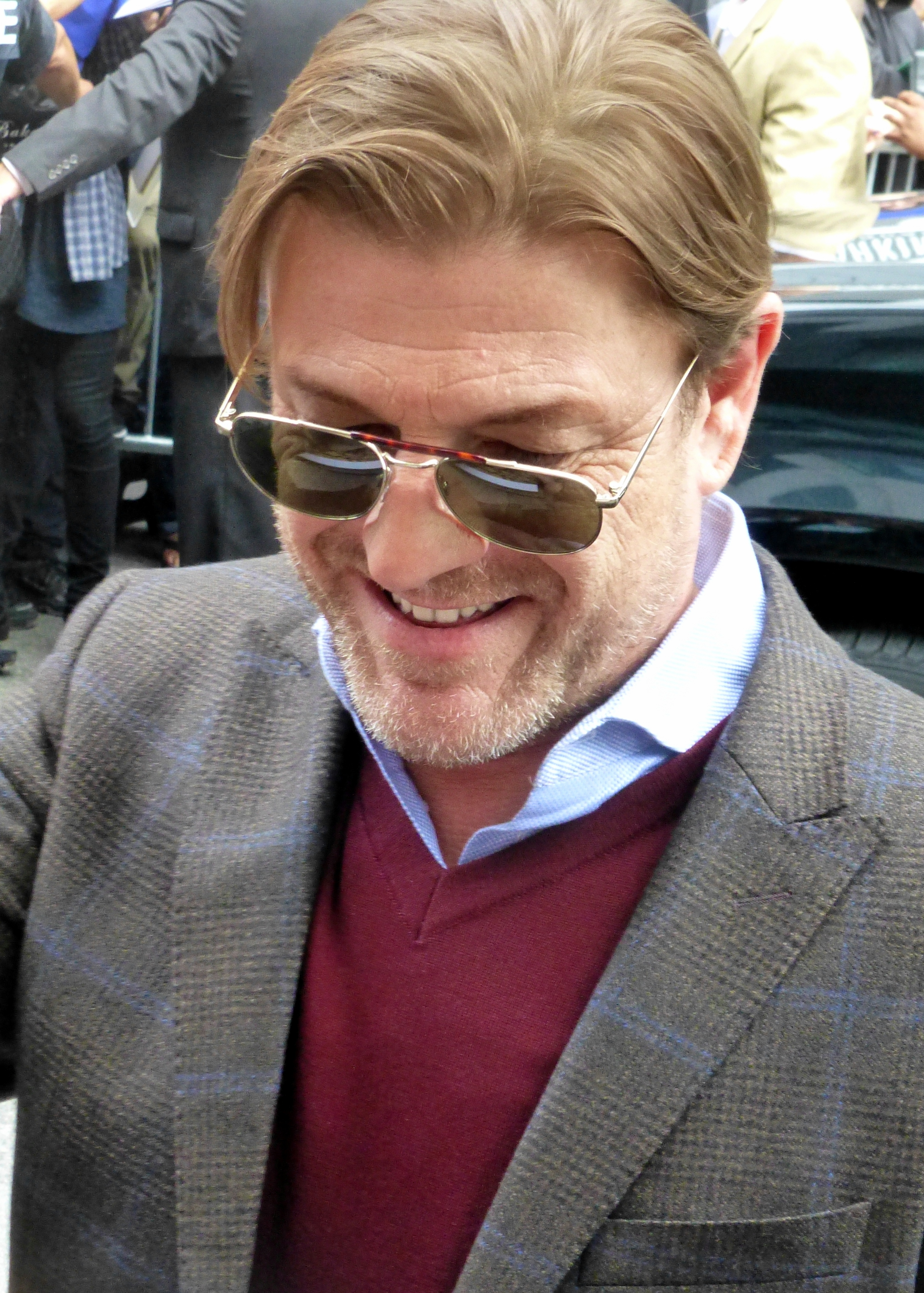
Sean Bean interprète Douglas Bennett
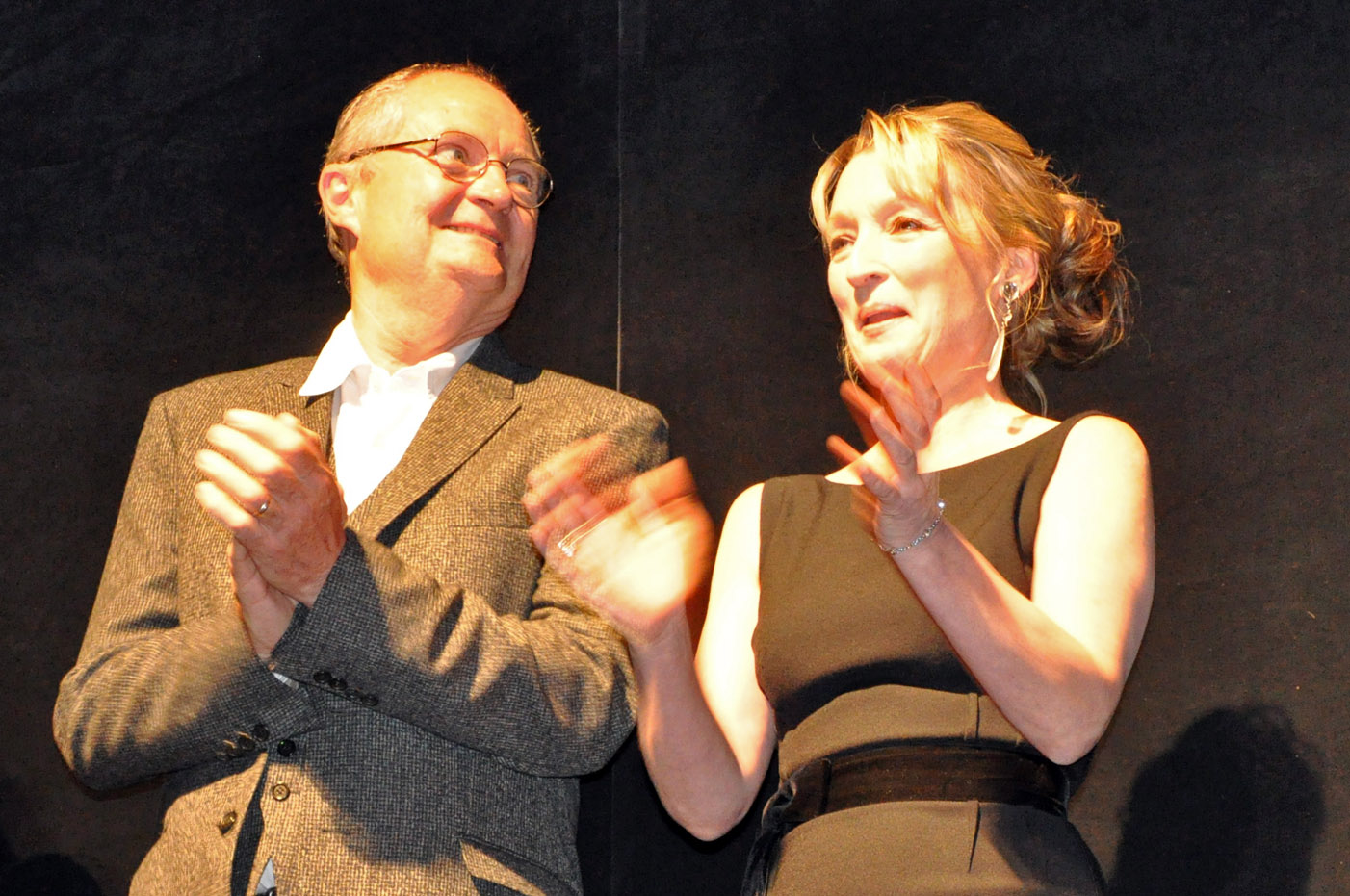
Lesley Manville (à droite) interprète Robina Chase
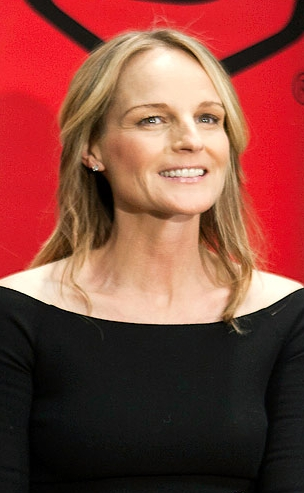
Helen Hunt interprète Nancy Campbell
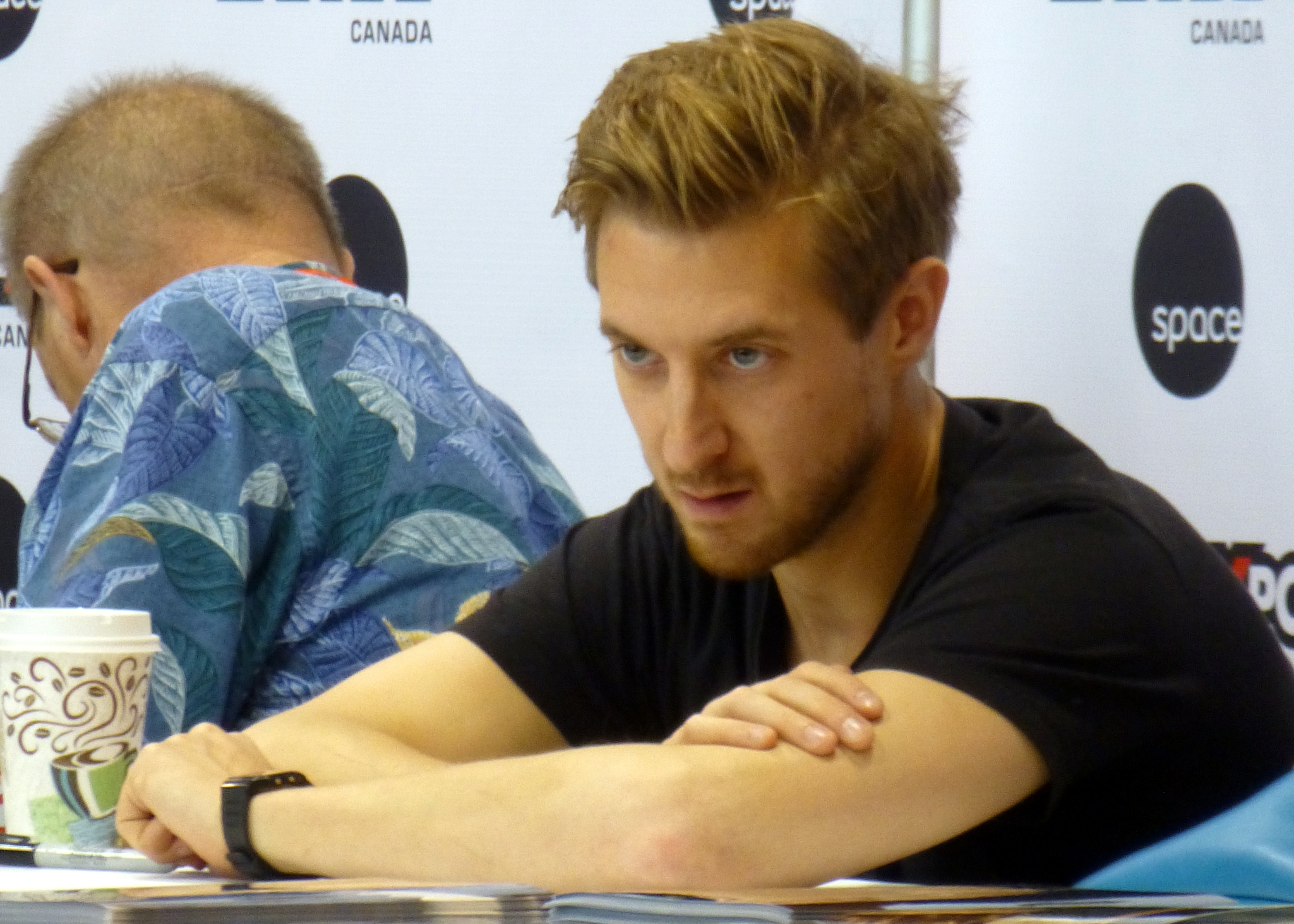
Arthur Darvill interprète Vernon

### Acteurs récurrents
- Eugénie Derouand (VF : elle-même) : Henriette Guilbert
- Borys Szyc (VF : Loïc Guingand) : Konrad
- Jonny Norton : Charming Saxophonist
- Prasanna Puwanarajah (VF : Marc Arnaud) : Major Taylor

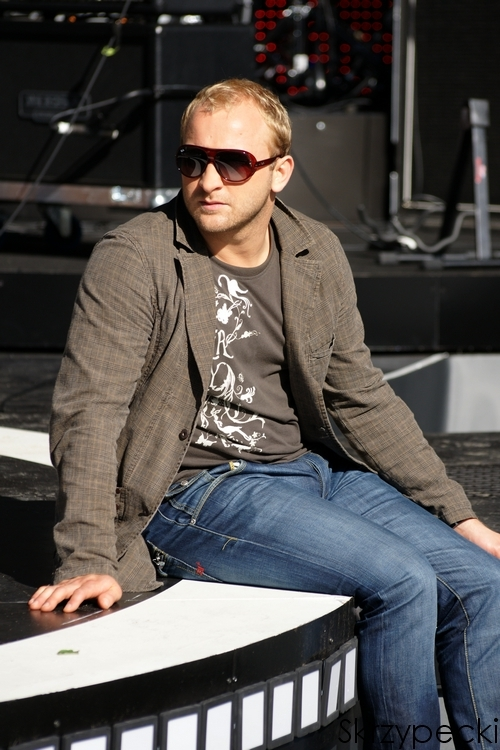
Borys Szyc interprète Konrad

 Source et légende : version française (VF) sur RS Doublage

## Production
La mini-série en sept parties a été commandée par la BBC en octobre 2017, avec Peter Bowker comme scénariste.
Le casting a commencé en octobre 2018, avec Helen Hunt et Lesley Manville parmi les premiers ajoutés et à début de tournage à Prague. Sean Bean les a rejoint en novembre.
Le tournage a eu lieu à Chester en novembre 2018, Liverpool en mars 2019 et également Prague avec Lytham St. Annes, Wigan et Lyme Park.
Le 10 novembre 2019, la série est renouvelée pour une deuxième saison.
Le 12 février 2024, la série est annulée.

## Épisodes

### Épisode 1:Episode 1
- Royaume-Uni : 29 septembre 2019 sur BBC One

- Royaume-Uni : 6,305 millions de téléspectateurs (première diffusion)

- Charlie Creed-Miles : David Walker

### Épisode 2:Episode 2
- États-Unis : 6 octobre 2019 sur BBC One

- Royaume-Uni : 5,469 millions de téléspectateurs (première diffusion)

- Charlie Creed-Miles : David Walker

### Épisode 3:Episode 3
- États-Unis : 13 octobre 2019 sur BBC One

- Royaume-Uni : 5,374 millions de téléspectateurs (première diffusion)

### Épisode 4:Episode 4
- États-Unis : 20 octobre 2019 sur BBC One

- Royaume-Uni : 5,440 millions de téléspectateurs (première diffusion)

### Épisode 5:Episode 5
- États-Unis : 27 octobre 2019 sur BBC One

- Royaume-Uni : 5,995 millions de téléspectateurs (première diffusion)

### Épisode 6:Episode 6
- États-Unis : 3 novembre 2019 sur BBC One

- Royaume-Uni : 5,911 millions de téléspectateurs (première diffusion)

### Épisode 7:Episode 7
- États-Unis : 10 novembre 2019 sur BBC One

- Royaume-Uni : 5,703 millions de téléspectateurs (première diffusion)